# نیکلا سعدی کارنو
نیکلا لئونار سعدی کارنو (به فرانسوی: Nicolas Léonard Sadi Carnot) ‏(۱۷۹۶–۱۸۳۲) که بیشتر به سعدی کارنو شناخته می‌شود، فیزیک‌دان و مهندس فرانسوی بود که قانون دوم ترمودینامیک را پیش نهاد. چرخه کارنو در ماشین‌های گرمایی به نام اوست.

## زندگی‌نامه
کارنو در یک خانوادهٔ برجستۀ فرانسوی زاده‌شد. پدرش لازار کارنو (۱۷۵۳ تا ۱۸۲۳) ریاضی‌دان انقلابی، طراح نقشه‌های جنگ، پدیدآورندهٔ چهارده ارتش جمهوری فرانسه و از شخصیت‌های برجستهٔ دولتی محسوب می‌شد، که به‌سبب ابداع روش‌های نوین و مؤثر جنگی برای مقابله با دولت‌های اروپایی، «طراح پیروزی» خوانده‌می‌شد. برادرش، آزادی‌خواه و سیاست‌مداری برجسته بود و برادرزاده‌اش، ماری فرانسوا سعدی کارنو، به ریاست جمهوری فرانسه رسید. پدر کارنو به فرهنگ و ادب فارسی عشق می‌ورزید و به‌سبب علاقهٔ وافرش به سعدی شیرازی، شاعر پرآوازهٔ ایرانی، نام میانی فرزندش را سعدی برگزید.
کارنو در شانزده‌سالگی وارد مدرسهٔ پلی‌تکنیک شد. او هم‌زمان با دانشجویان دیگری چون ناویر و کُوریولیس، که آنها هم دانشمندان بزرگی شدند، نزد استادان بزرگی از جمله گی‌لوساک، پواسون، آراگو و آمپر به تحصیل پرداخت. پس از مدرسهٔ پلی‌تکنیک، با درجهٔ افسری وارد ارتش فرانسه شد، اما پس‌از سقوط ناپلئون و تبعید پدرش، از ارتش خارج شد. پس‌از آن در پاریس اقامت گزید. در پاریس با دانشگاه سوربون و کُولِژ دو فرانس در ارتباط بود.  دل‌بسته موسیقی و تئاتر بود و حتی دربارهٔ رقص و شمشیربازی تحقیق می‌کرد.
همان زمان به صنعت علاقه‌مند شد و شروع به مطالعهٔ نظریهٔ گازها کرد. نخستین اثر مهم کارنو، جزوه‌ای بود که ۱۸۲۲ تا ۱۸۲۳ نگاشت و در آن برای تعیین رابطهٔ ریاضی کار انجام‌شده از سوی بخار آب تلاش کرد. پس از انتشار این اثر به تحقیقات ادامه داد و نظریاتش را کامل‌تر کرد که یاداشت‌هایی از آن‌ها به‌جای مانده‌است.
آن زمان، ماشین بخار از سوی جیمز وات اختراع شده‌بود و در صنعت نقش مهمی داشت، گرچه برخلاف کوشش‌ها، بازده آن بسیار اندک بود. آن زمان، هنوز به قانون بقای انرژی نرسیده‌بودند، و انرژی و گرما را یکی نمی‌انگاشتند. گرما، در اصل، ماده‌ای بی‌وزن و نادیدنی پنداشته‌می‌شد.
کارنو، پدیدآمدن نیروی محرک را مستقل از دستگاه به‌کاررفته در نظر گرفت، و به این نتیجه رسید که بیشترین بازده‌ای که می‌توان از هر نوع ماشین گرمایی گرفت به اختلاف دمای دو چشمه (یا دیگ) سرد و گرم بستگی دارد. به‌دنبال آن، او چرخه‌ای را پیش نهاد که امروزه به‌افتخار او چرخهٔ کارنو نامیده می‌شود. بر اساس آن، در پروسه تبدیل‌شدن مایع واسطه به گاز، انجام کار، و برگشت به حالت مایع، دو فرایند بی‌دررو و دو فرایند هم‌دما روی می‌دهد. در این پروسه، جریان خودبه‌خودی گرما، یا آن‌گونه که کارنو و هم‌عصرانش می‌پنداشتند «جریان کالُریک»، هم‌واره از چشمهٔ گرم به‌سوی چشمهٔ سرد روان می‌شود و مایع واسطه با گرم‌شدن از راه چشمهٔ گرم و انجام کار، بقیه را به چشمهٔ سرد می‌فرستد.
از اثر کارنو، به‌نام «تأملاتی درباره نیروی محرکه آتش»، هنگام انتشار چندان استقبال نشد و مدت‌ها پس‌از مرگ زودهنگام کارنو و چاپ آن از سوی برادرش در ۱۸۷۸، توجه‌ها به آن جلب شد. اندیشه‌های کارنو را کلوین و رودلف کلاوزیوس تکمیل و تصحیح کردند. امروزه می‌دانیم که بازده کارنو یا بیشترین بازده یک ماشین آرمانی، با نسبت تفاضل دماهای چشمه‌های سرد و گرم به دمای مطلق چشمهٔ گرم، برابر است.
کارنو در جوانی و در اوج شکوفایی علمی‌، در سی‌وشش‌سالگی بر اثر وبا، که آن زمان همه‌گیر شده‌بود، درگذشت.